# Ambroży (Fiedukowicz)
Ambroży, imię świeckie Artur Stiepanowicz Fiedukowicz (ur. 17 czerwca 1977 w Miorach) – biskup Rosyjskiego Kościoła Prawosławnego.

## Życiorys
Wychował się w Wilnie, tam ukończył szkołę średnią nr 8, a w 1999 r. studia licencjackie w zakresie ekonomii na miejscowym uniwersytecie, pracując równocześnie w wydawnictwie, a następnie jako inspektor policji skarbowej Litwy. Również na Uniwersytecie Wileńskim ukończył studia magisterskie w zakresie handlu międzynarodowego.
W 2001 r. podjął naukę w seminarium duchownym w Moskwie, ukończył ją w 2006 r. Rok wcześniej wstąpił jako posłusznik do ławry Troicko-Siergijewskiej, zaś w 2006 r. złożył śluby mnisze w riasofor, przyjmując jako imię zakonne imię Arcził, które wcześniej nadano mu na chrzcie. 12 listopada 2006 r. przyjął święcenia diakońskie z rąk namiestnika Ławry, biskupa Teognosta. 11 kwietnia 2009 r. ten sam hierarcha dokonał jego postrzyżyn mniszych, nadając mu nowe imię zakonne Ambroży na cześć świętego mnicha Ambrożego z Optiny. Święcenia kapłańskie przyjął 8 października 2009 r. z rąk patriarchy moskiewskiego i całej Rusi Cyryla. W latach 2009–2011 był ekonomem monasteru. Również w 2011 r. ukończył studia teologiczne na Moskiewskiej Akademii Duchownej.
W 2015 r. został przełożonym nowo utworzonego monasteru Włodzimierskiej Ikony Matki Bożej u źródeł Dniepru w eparchii wiaziemskiej. W 2016 r. otrzymał godność ihumena. W tym samym roku objął stanowisko proboszcza parafii Wniebowstąpienia Pańskiego w Gagarinie, placówki filialnej monasteru.
11 marca 2020 r. został nominowany na biskupa trockiego, wikariusza eparchii wileńskiej. W związku z tą nominacją 15 marca tego samego roku otrzymał godność archimandryty. Jego chirotonia biskupia miała miejsce 23 sierpnia 2020 r. w monasterze św. Sawy Storożewskiego.